# Boconó (Samuel Darío Maldonado)
Pour les articles homonymes, voir Bocono.
Boconó est l'une des trois paroisses civiles de la municipalité de Samuel Darío Maldonado dans l'État de Táchira au Venezuela. Sa capitale est Boconó.